# Durga Puja
Durga Puja (Bengali: দুর্গা পূজা, pronunciado em Bengali; (Durga Pujaⓘ), ‘Worship of Durga’), também chamado de Durgotsava (Bengali: দুর্গোত্সব pronunciado, Durgotsavaⓘ), ‘Festival de Durga’) ou Sharadotsav é um festival anual hindu no Sul da Ásia que é celebrado em honra à deusa Durga. Refere-se a todos os seis dias observados quanto Mahalaya, Shashthi, Maha Saptami, Maha Ashtami, Maha Navami e Vijayadashami. As datas das celebrações do Durga Puja estão de acordo com o tradicional Calendário Hindu e ocorrem na quinzena correspondente ao festival é chamado Devi Paksha (Bengali:দেবী পক্ষ, ‘Fortnight of the Goddess’). Devi Paksha é precedido pelo Mahalaya (Bengali: মহালয়া), o último dia da quinzena anterior Pitri Paksha, ‘Fortnight of the Forefathers’), e termina em Puja Lokkhi Kojagori ('adoração da deusa Lakshmi em Kojagori noite de lua cheia ").
O festival Durga Puja marca a vitória da deusa Durga sobre o maligno búfalo-demónio Mahishasura. Assim, simboliza a vitória do bem sobre o mal.
Durga Puja é amplamente comemorado nos estados indianos de Assam, Bihar, Jharkhand, Odisha, Tripura e West Bengal, onde os cinco dias são feriado.